# Lieja-Bastoña-Lieja 1937
La Lieja-Bastogne-Lieja 1937 fue la 27ª edición de la clásica ciclista Lieja-Bastoña-Lieja. La carrera se disputó el domingo 10 de abril de 1937, sobre un recorrido de 211 km. El vencedor final fue el belga Éloi Meulenberg (Alcyon-Dunlop) que se impuso al esprint a sus compatriotas Gustaaf Deloor (Colin-Wolber) y Julien Heernaert, segundo y tercero respectivamente. 

## Clasificación final
| Posición | Ciclista            | Equipo             | Tiempo   |
| -------- | ------------------- | ------------------ | -------- |
| 1        | Éloi Meulenberg     | Alcyon-Dunlop      | 5h49'30" |
| 2        | Gustaaf Deloor      | Colin-Wolber       | s.t.     |
| 3        | Julien Heernaert    | -                  | s.t.     |
| 4        | René Pedroli        | Birma-Hutchinson   | s.t.     |
| 5        | René Walschot       | -                  | s.t.     |
| 6        | Camille Beeckman    | Dilecta            | s.t.     |
| 7        | Albert Perikel      | De Dion-Bouton     | s.t.     |
| 8        | Maurice Cocqueriaux | -                  | s.t.     |
| 9        | Joseph Somers       | Mercier-Hutchinson | s.t.     |
| 10       | Henri Garnier       | -                  | s.t.     |